# 阿什瓦利 (堪薩斯州)
阿什瓦利（Ash Valley）為一座位在美國堪薩斯州波尼縣的非建制地區。海拔高度640公尺（2,100英尺），聯邦資料處理標準代碼為20-02800，地名資訊系統編號為475732。

## 歷史
此社區的郵政局於1877年6月11日開設，曾一度於1908年8月15日關閉；後來在1922年5月15日重新營運，持續到1941年1月15日裁撤為止。